# Labeo worthingtoni
Labeo worthingtoni ist eine höchstwahrscheinlich ausgestorbene Karpfenfischart aus der Unterfamilie Labeoninae. Sie war im Malawisee endemisch.

## Beschreibung
Die Typusexemplare haben Standardlängen von 195, 210 und 260 mm. Die Körperhöhe ist 3,5 bis 4 Mal und die Kopflänge 4,5 bis 4,75 Mal in der Standardlänge enthalten. Der Kopf ist 1,4 bis 1,5 Mal länger als breit. Der Körper ist seitlich stark abgeflacht. Die Schnauze ist rundlich und mehr oder weniger mit hornigen Tuberkeln bedeckt. Die Lippen sind mit kleinen Warzen bedeckt, die Querfalten bilden. Die Unterlippen haben einige wenige konische Warzen hinter den Falten. Die Schnauzenfalten sind groß mit mehr oder weniger gezähnten Rändern. Eine winzige Bartel ist an der Maulecke hinter einer Hautfalte verborgen. Der Schwanzstiel ist 1,2 bis 1,33 Mal länger als hoch. Auf dem Seitenlinienorgan befinden sich 39 bis 40 Schuppen, um den Schwanzstiel herum 16 bis 18 Schuppen. Die Oberseite des Körpers ist oliv bis dunkelgrau, die Unterseite ist hell und die Flossen sind gräulich.

## Lebensweise
Über die Lebensweise von Labeo worthingtoni ist nichts bekannt. Jedoch wird vermutet, dass sich diese Art, ähnlich anderer Labeo-Arten, vom Detritus auf dem Seegrund ernährt hatte.

## Systematik
Diese Art wurde 1933 von Edgar Barton Worthington als Labeo intermedius beschrieben.  Da der Name bereits im Jahr 1917 von John Treadwell Nichols und Ludlow Griscom für ein Taxon vergeben wurde, das heute ein Synonym von Labeo chariensis Pellegrin, 1904 ist, wählte Henry Weed Fowler im Jahr 1958 den Ersatznamen Labeo worthingtoni und ehrte Worthington als Erstbeschreiber im Artepitheton. Peter Brian Neville Jackson bezeichnete Labeo worthingtoni in seiner 1961 veröffentlichten Check-list of the fishes of Nyasaland als zweifelhafte Art. In der Revision der Gattung Labeo von Gordon McGregor Reid aus dem Jahr 1985, wurde sie wieder als gültige Art anerkannt.

## Status
Labeo worthingtoni ist nur von drei Typusexemplaren bekannt, die John Edmund Sharrock Moore im Jahr 1906 und Cuthbert Christy im Jahr 1932 aus verschiedenen Teilen des Malawisees gesammelt hatten. Moores Exemplar wurde von George Albert Boulenger irrtümlich für Labeo mesops gehalten, Worthington klassifizierte es 1933 als Syntypus von Labeo intermedius.
Labeo worthingtoni ist leicht von den beiden anderen Arten im See, Labeo cylindricus und Labeo mesops, zu unterscheiden. Daher ist es unwahrscheinlich, dass diese Art während der zahlreichen Forschungsprogramme, die in den neun Jahrzehnten seit der ersten Sammlung im See durchgeführt wurden, übersehen wurde.
Labeo worthingtoni wurde im Jahr 2018 von der IUCN in die Rote Liste der neuzeitlich ausgestorbenen Fischarten aufgenommen.  Ursachen für das Aussterben sind unbekannt. Gefährdungsfaktoren, die beispielsweise den Bestand von Labeo mesops beeinflussten, traten in den 1930er Jahren noch nicht im Malawisee auf. Laichbäche waren in einem guten Zustand und der Fischereiaufwand war sehr gering.